# Dysdera bogatschevi
Dysdera bogatschevi este o specie de păianjeni din genul Dysdera, familia Dysderidae, descrisă de Dunin, 1990. Conform Catalogue of Life specia Dysdera bogatschevi nu are subspecii cunoscute.